# Utah Jazz 1993-1994
La stagione 1993-94 degli Utah Jazz fu la 20ª nella NBA per la franchigia.
Gli Utah Jazz arrivarono terzi nella Midwest Division della Western Conference con un record di 53-29. Nei play-off vinsero il primo turno con i San Antonio Spurs (3-1), la semifinale di conference con i Denver Nuggets (4-3), perdendo poi la finale di conference con gli Houston Rockets (4-1).

## Roster
| N° | Naz.                   | Ruolo | Sportivo           | Anno | Alt. | Peso |
| -- | ---------------------- | ----- | ------------------ | ---- | ---- | ---- |
| 6  | Stati Uniti (bandiera) | G     | Jay Humphries      | 1962 | 191  | 84   |
| 12 | Stati Uniti (bandiera) | G     | John Stockton      | 1962 | 185  | 77   |
| 14 | Stati Uniti (bandiera) | G     | Jeff Hornacek      | 1963 | 191  | 86   |
| 20 | Stati Uniti (bandiera) | G     | Walter Bond        | 1969 | 196  | 91   |
| 21 | Stati Uniti (bandiera) | A     | David Benoit       | 1968 | 203  | 100  |
| 22 | Stati Uniti (bandiera) | GA    | Dave Jamerson      | 1967 | 196  | 86   |
| 23 | Stati Uniti (bandiera) | GA    | Tyrone Corbin      | 1962 | 198  | 95   |
| 24 | Stati Uniti (bandiera) | G     | Jeff Malone        | 1961 | 193  | 93   |
| 25 | Stati Uniti (bandiera) | G     | John Crotty        | 1969 | 185  | 84   |
| 30 | Stati Uniti (bandiera) | GA    | Sean Green         | 1970 | 196  | 95   |
| 32 | Stati Uniti (bandiera) | A     | Karl Malone        | 1963 | 206  | 113  |
| 33 | Stati Uniti (bandiera) | AC    | Aaron Williams     | 1971 | 206  | 100  |
| 34 | Stati Uniti (bandiera) | A     | Bryon Russell      | 1970 | 201  | 102  |
| 42 | Stati Uniti (bandiera) | AC    | Tom Chambers       | 1959 | 208  | 100  |
| 43 | Stati Uniti (bandiera) | A     | Stephen Howard     | 1970 | 206  | 102  |
| 44 | Stati Uniti (bandiera) | C     | Luther Wright      | 1971 | 218  | 122  |
| 50 | Stati Uniti (bandiera) | C     | Felton Spencer     | 1968 | 213  | 120  |
| 55 | Stati Uniti (bandiera) | C     | Chad Gallagher     | 1969 | 208  | 118  |
| 55 | Stati Uniti (bandiera) | C     | Darren Morningstar | 1969 | 208  | 107  |

## Staff tecnico
- Allenatore: Jerry Sloan
- Vice-allenatori: Phil Johnson, Gordon Chiesa, David Fredman
- Preparatore atletico: Don Sparks